# Vladimír Lich
Vladimír Lich (příjmení čteno Lič, 27. července 1947 – 24. června 2020) byl českoamerický manažer. V roce 1966 odešel z Československa do USA, odkud se po sametové revoluci vrátil. Byl zakladatelem a dlouholetým ředitelem české pobočky mezinárodní poradenské firmy Kearney. Obecně známým se stal především jako krizový generální ředitel v Dopravním podniku hl. m. Prahy v roce 2012. Bydlel v Řevnicích u Prahy.

## Životopis
Do USA se dostal s rodiči, když mu bylo 19 let. Vystudoval finančnictví a informační technologie na Baldwin Wallace College, Cleveland University.
Podle různých zdrojů vstoupil do armády USA a bojoval za ni ve Vietnamu, což Lich na dotaz týdeníku Ekonom potvrdil. Do prvního zaměstnání uváděného v životopise nastoupil roku 1978, ve svých 31 letech, 3 roky po skončení vietnamské války.
V letech 1978 až 1983 působil v USA jako manažer a konzultant v poradenských firmách Grant Thornton Consulting a Brooks International, v letech 1983–1989 jako generální ředitel firmy Opti-Gage, generální ředitel firmy MRI a systémový analytik ve firmě American Koyo.
V letech 1989–2011 působil v poradenské společnosti Kearney (dříve A. T. Kearney) a stál u zrodu její české pobočky pro středovýchodní Evropu (do roku 2002 byl jejím ředitelem). O té je známo například to, že se s ministerstvem financí řízeným Miroslavem Kalouskem podílela na přípravě obřího ekotendru, který nakonec kvůli kritice a politickému odporu nebyl uskutečněn.
V době jeho nástupu do funkce ředitele pražského dopravního podniku média trpěla nedostatkem informací o jeho minulosti. Jednou ze sporých informací bylo, že v roce 2002 byl zařazen k nejlépe placeným českým manažerům s platem mezi 10 až 20 miliony korun ročně.
V USA má bývalou ženu a syna (v roce 2012 zmiňován jako 39letý). V Česku se v roce 1991 oženil podruhé, jeho dva synové z tohoto manželství jsou v roce 2012 zmiňováni jako 15 a 17letý.

## Generální ředitel DPP
Po odstoupení generálního ředitele Dopravního podniku hl. m. Prahy Martina Dvořáka po změně pražské koalice a v atmosféře propukajících korupčních afér a varováních Nadačního fondu proti korupci pražský primátor Bohuslav Svoboda 24. února 2012 Liche bez výběrového řízení prosadil do funkce generálního ředitele Dopravního podniku hl. m. Prahy, aniž by důvod této volby blíže ozřejmil. Podle zdrojů týdeníku Ekonom ho primátorovi doporučil Michal Mejstřík, člen Národní ekonomické rady vlády, který potvrdil, že Liche zná asi 5 nebo 6 let a že se podílel na desítkách mezinárodních projektů, které však blíže nespecifikoval. Radním za TOP 09 se za Lichovy schopnosti zaručil volební lídr Zdeněk Tůma. V DPP měl být krátkodobým krizovým manažerem, primátor Svoboda hovořil o zhruba dvouletém období nutném ke konsolidaci podniku.
15. srpna 2012 podal DPP pod Lichovým vedením trestní oznámení pro podezření z podvodu, pletichy a porušení povinnosti při správě cizího majetku na několik zaměstnanců, kteří v letech 2010 a 2011 uzavřeli 10 nevýhodných smluv, o kterých se již několik měsíců psalo v novinách a některé z nich již v té době policie vyšetřovala (např. drahé jízdenky). Proti mediálním prohlášením se ohradil bývalý generální ředitel Martin Dvořák a bývalý ekonomický ředitel Ivo Štika, kteří naopak ohlásili řadu trestních oznámení na nové vedení podniku.
Dne 15. srpna 2012 dozorčí rada DPP, poté, co Lich odmitl předat dozorčí radě dokumenty požadované radním Janem Vašíčkem na návrh místopředsedy Davida Vodrážky odvolala Liche z funkce předsedy představenstva DPP. Oficiálně bylo odvolání zdůvodněno kroky podniknutými ze strany generálního ředitele Vladimíra Liche, kterými došlo k ohrožení řádného chodu Dopravního podniku, neplněním usnesení dozorčí rady a nekomunikací s dozorčí radou odpovídajícím způsobem. Pokud byly změny prováděny, byly pomalé, nekoncepční a nesystémové. Lich nijak neřešil problém vadných tramvají Škoda 15T. Později Nouza (člen dozorčí rady) upřesnil, že důvodem odvolání byly i nevyřešené pojistné smlouvy. Tehdejší primátor Svoboda k tomu uvedl, že rozhodnutí nechápe a že důvody pro odvolání Liche neexistují.[zdroj⁠?!] 16. srpna 2012 odvolalo představenstvo DPP na doporučení dozorčí rady Liche z funkce generálního ředitele.
Lich hodlal zmizet z veřejného života, tedy skončit s médii i politiky a odjet za rodinou do USA.